# Wolfmannshausen
Wolfmannshausen est un village dans l'arrondissement de Schmalkalden-Meiningen, Land de Thuringe. Depuis décembre 2007, il est devenu un quartier de la commune de Grabfeld. Il possède 445 habitants le 3 juillet 2015.

## Géographie
Le village est traversé par la Bibra qui prend sa source au sud-est. À mi-chemin entre Wolfmannshausen et Queienfeld, près de l'ancienne frontière entre les arrondissements de Meiningen et Hildburghausen, se trouve une zone commerciale et industrielle.

## Histoire
Wolfmannshausen est mentionné pour la première fois en 956.
D'abord dans le grand-duché de Wurtzbourg catholique, Wolfmannshausen appartient en 1808 au duché de Saxe-Meiningen protestant dans le cadre d'un échange avec Sondheim. Cependant les citoyens conservent leur foi catholique. Durant la RDA, Wolfmannshausen fait partie du diocèse de Wurtzbourg. Karl Ebert est le dernier commissaire épiscopal de l'évêque de Wurtzbourg à Meiningen.
Enclave catholique
La paroisse de Wolfmannshausen est la seule paroisse du diocèse de Wurtzbourg qui ne se situe pas en Bavière, mais dans le duché de Saxe-Meiningen. Le remplacement du pastorat devient un enjeu politique, car le gouvernement de l'Untermainkreis refuse d'envoyer des Bavarois hors de Bavière. Ce n'est qu'après une demande officielle de l'évêque Adam Friedrich Groß zu Trockau à Bernard II de Saxe-Meiningen qu'un compromis est trouvé en 1829 auprès de Louis de Bavière. La paroisse catholique est enclavée dans une région protestante. Le prêtre de Wolfmannshausen est à partir de 1837 auprès des catholiques de Meiningen et de Hildburghausen. Quand l'ordinariat tente en 1857 d'imposer un prêtre seulement pour Meiningen, ce dernier est expulsé en Bavière. De 1859 à 1861, Joseph Georg von Ehrler, futur évêque de Spire, est chapelain de Wolfmannshausen et Hildburghausen.

## Source, notes et références
- (de) Cet article est partiellement ou en totalité issu de l’article de Wikipédia en allemand intitulé « Wolfmannshausen » (voir la liste des auteurs).